# Eureka (schip, 1961)
De Eureka was een boorschip dat in 1961 gebouwd werd door Weaver Shipyard voor Shell Oil. Het beheer kwam daarna onder de Southeastern Drilling Company. Het was het eerste schip dat werd uitgerust met een dynamisch positioneringssysteem waarmee het zonder ankers op positie kon blijven liggen, uitgedacht door Howard Shatto van Shell.

## Aanloop
Eerder had een consortium van Continental, Union, Superior en Shell (CUSS) in 1954 de CUSS I ontwikkeld als technologische proefbank. Het had tot dan geboord terwijl het met ankers op positie werd gehouden. Voor Project Mohole werd het in 1961 uitgerust met vier grote Harbormaster buitenboordvoortstuwers. Hiermee wist men vanaf maart 1961 het schip handmatig op binnen zo'n 600 voet (180 meter) positie te houden en te boren in waterdieptes tot 3500 meter.

## APE
Shell ging met de Eureka een stap verder. Deze was uitgerust met een roerpropeller voor en achter en was aanvankelijk ook bedoeld om handmatig gepositioneerd te worden. Howard Shatto van Shell dacht echter dat dit te gecompliceerd was, zeker omdat de Eureka ook op ondieper water moest kunnen boren, waar eenzelfde horizontale verplaatsing resulteert in een te grote hoek voor de boorstang. Shatto wilde het positioneren dan ook automatiseren en liet Hughes Aircraft een ontwerp maken met drie PID-regelaars van Honeywell. De regelaars moesten respectievelijk de koersrichting, de langsscheepse en de dwarsscheepse positie vasthouden. De koersrichting werd gemeten met een gyrokompas, terwijl de twee andere regelaars de hoek meten van een draad die strak werd gehouden met een gewicht op de zeebodem, later bekend als light taut wire (LTW). De horizontale positie was af te lezen op een oscilloscoop. Dit systeem werd automatic positioning equipment (APE) genoemd, wat later dynamisch positioneringssysteem (DP) werd.

## Proefvaart
In mei 1961 werd begonnen met testen, waarbij aanvankelijk geprobeerd werd het schip op de hand op positie te houden. Het bleek niet mogelijk om de LTW in het midden van de oscilloscoop te houden en na een uur werd overgeschakeld naar het automatische systeem. Nadat dit een uur lang met succes beproefd was, werd overgegaan tot boring en bleek het in staat om boringen te verrichten op negen locaties op een dag op waterdieptes variërend van 30 tot 4000 voet, terwijl uitgeankerde schepen slechts tot zo'n 300 voet konden boren en dan ook nog een boring in de twee tot drie dagen.
Overigens beperkte de Eureka zich tot kernboring, omdat de techniek nog te vaak uitviel om olieboring veilig uit te kunnen voeren. Olieboring op DP werd pas zo'n tien jaar later voor het eerst uitgevoerd met de Sedco 445.

## R&D
Het DP-systeem was een van de onderdelen van een zeven jaar durend R&D-programma van Shell dat 7 miljoen dollar had gekost. Dit had een dusdanig voorsprong opgeleverd op diep water dat Shell in bepaalde gevallen als enige bood op concessieblokken die te diep waren voor anderen. Met Shell als enige bieder kende de overheid deze blokken vervolgens echter niet toe. Om concurrentie te verkrijgen en alsnig te kunnen bieden op deze leases, maar ook omdat de kosten en de risico's die diep water met zich mee bracht niet alleen gedragen konden worden, ging Shell in 1963 over tot een opmerkelijke stap. In de Shell Course for Industry, Floating Drilling and Underwater Well Completions werden de bevindingen gedeeld met andere oliemaatschappijen.
In 1963 volgde de Salvor van Gaz de France die net als de CUSS I handmatig op positie werd gehouden en de eerste was die volgens deze methode pijpleiding ging leggen. In de Verenigde Staten was de Caldrill I van Caldrill Offshore in 1964 het tweede DP-schip en het eerste met een dubbele regelaar voor redundantie.